# Lysiteles
Lysiteles Simon, 1895 è un genere di ragni appartenente alla famiglia Thomisidae.

## Distribuzione
Le 56 specie note di questo genere sono diffuse in Asia orientale, Asia sudorientale, Asia meridionale e Russia: la specie dall'areale più vasto è la L. coronatus reperita in varie località della Russia, Cina, Corea e Giappone

## Tassonomia
Non sono stati esaminati esemplari di questo genere dal 2012.
A giugno 2014, si compone di 56 specie:
1. Lysiteles ambrosii Ono, 2001 — Bhutan, Cina
2. Lysiteles amoenus Ono, 1980 — Bhutan, Taiwan
3. Lysiteles anchorus Zhu, Lian & Ono, 2004 — Cina
4. Lysiteles annapurnus Ono, 1979 — Nepal
5. Lysiteles arcuatus Tang et al., 2008 — Cina
6. Lysiteles auriculatus Tang et al., 2008 — Cina
7. Lysiteles badongensis Song & Chai, 1990 — Cina
8. Lysiteles bhutanus Ono, 2001 — Bhutan, Cina
9. Lysiteles boteus Barrion & Litsinger, 1995 — Filippine
10. Lysiteles brunettii (Tikader, 1962) — India
11. Lysiteles catulus Simon, 1895[2] — India
12. Lysiteles clavellatus Tang et al., 2008 — Cina
13. Lysiteles conflatus Tang et al., 2008 — Cina
14. Lysiteles conicus Tang et al., 2007 — Cina
15. Lysiteles coronatus (Grube, 1861) — Russia, Cina, Corea, Giappone
16. Lysiteles corrugus Tang et al., 2008 — Cina
17. Lysiteles curvatus Tang et al., 2008 — Cina
18. Lysiteles davidi Tang et al., 2007 — Cina
19. Lysiteles dentatus Tang et al., 2007 — Cina
20. Lysiteles dianicus Song & Zhao, 1994 — Cina
21. Lysiteles digitatus Zhang, Zhu & Tso, 2006 — Taiwan
22. Lysiteles distortus Tang et al., 2008 — Cina
23. Lysiteles excultus (O. P.-Cambridge, 1885) — India, Pakistan
24. Lysiteles furcatus Tang & Li, 2010 — Cina
25. Lysiteles guoi Tang et al., 2008 — Cina
26. Lysiteles himalayensis Ono, 1979 — Nepal, Bhutan, Cina
27. Lysiteles hongkong Song, Zhu & Wu, 1997 — Cina
28. Lysiteles inflatus Song & Chai, 1990 — Cina
29. Lysiteles kunmingensis Song & Zhao, 1994 — Bhutan, Cina
30. Lysiteles leptosiphus Tang & Li, 2010 — Cina
31. Lysiteles lepusculus Ono, 1979 — Nepal
32. Lysiteles linzhiensis Hu, 2001 — Cina
33. Lysiteles magkalapitus Barrion & Litsinger, 1995 — Filippine
34. Lysiteles maior Ono, 1979 — Russia, dal Nepal al Giappone
35. Lysiteles mandali (Tikader, 1966) — India, Cina
36. Lysiteles miniatus Ono, 1980 — Isole Ryukyu
37. Lysiteles minimus (Schenkel, 1953) — Cina
38. Lysiteles minusculus Song & Chai, 1990 — Bhutan, Cina
39. Lysiteles montivagus Ono, 1979 — Nepal
40. Lysiteles niger Ono, 1979 — Nepal, Bhutan, Cina
41. Lysiteles okumae Ono, 1980 — Giappone
42. Lysiteles parvulus Ono, 1979 — Nepal
43. Lysiteles punctiger Ono, 2001 — Bhutan, Cina
44. Lysiteles qiuae Song & Wang, 1991 — Cina
45. Lysiteles saltus Ono, 1979 — Nepal, Bhutan, Cina
46. Lysiteles silvanus Ono, 1980 — Cina, Taiwan
47. Lysiteles sorsogonensis Barrion & Litsinger, 1995 — Filippine
48. Lysiteles spirellus Tang et al., 2008 — Cina
49. Lysiteles subdianicus Tang et al., 2008 — Cina
50. Lysiteles suwertikos Barrion & Litsinger, 1995 — Filippine
51. Lysiteles torsivus Zhang, Zhu & Tso, 2006 — Cina, Taiwan
52. Lysiteles transversus Tang et al., 2008 — Cina
53. Lysiteles umalii Barrion & Litsinger, 1995 — Filippine
54. Lysiteles uniprocessus Tang et al., 2008 — Cina
55. Lysiteles wenensis Song, 1995 — Cina
56. Lysiteles wittmeri Ono, 2001 — Bhutan

### Specie trasferite
- Lysiteles guangxiensis He & Hu, 1999; trasferita al genere Alcimochthes Simon, 1885[1].

### Sinonimi
- Lysiteles nigrifrons (Saito, 1934); posta in sinonimia con L. coronatus (Grube, 1861) a seguito di un lavoro di Ono (1988c)[1].
- Lysiteles sapporensis (Saito, 1934); posta in sinonimia con L. coronatus (Grube, 1861) a seguito di uno studio di Ono, (1988c).
- Lysiteles takashimai (Uyemura, 1937); posta in sinonimia con L. coronatus (Grube, 1861) a seguito di un lavoro di Ono, (1985a).
- Lysiteles xianensis Song & Wang, 1991; posta in sinonimia con L. minimus (Schenkel, 1953) a seguito di un lavoro di (Song, 1995).